# 法尔肯塞
法尔肯塞（德語：Falkensee）是德国勃兰登堡州哈弗尔兰县的一个市镇，為昔日東德管治的一個鄉鎮，兩德統一前（1961-1989年）築有柏林圍牆來分隔通往西柏林的道路和邊界。总面积为43.27平方千米，截至2020年总人口为43994人。
馬達加斯加駐德國大使館自2001年12月起從首都柏林遷入此地辦公。除了德國之外，該大使館也是馬達加斯加對奧地利、丹麥、瑞典、挪威、芬蘭和冰島的代表處。